# Feltwell
Feltwell är en by och en civil parish i King's Lynn and West Norfolk, Norfolk, England. Orten hade 2 662 invånare 2001.